# Albánia közmunkaügyi minisztereinek listája
Albánia közmunkaügyi minisztere az 1912. december 4-én megalakult és 1953. július 31-én megszűnt, az infrastrukturális közberuházásokat szervező és felügyelő albán Közmunkaügyi Minisztérium (Ministria e Punëve Botore) és jogutódjai vezető, miniszteri rangú tisztségviselője volt.

## Történelmi áttekintés

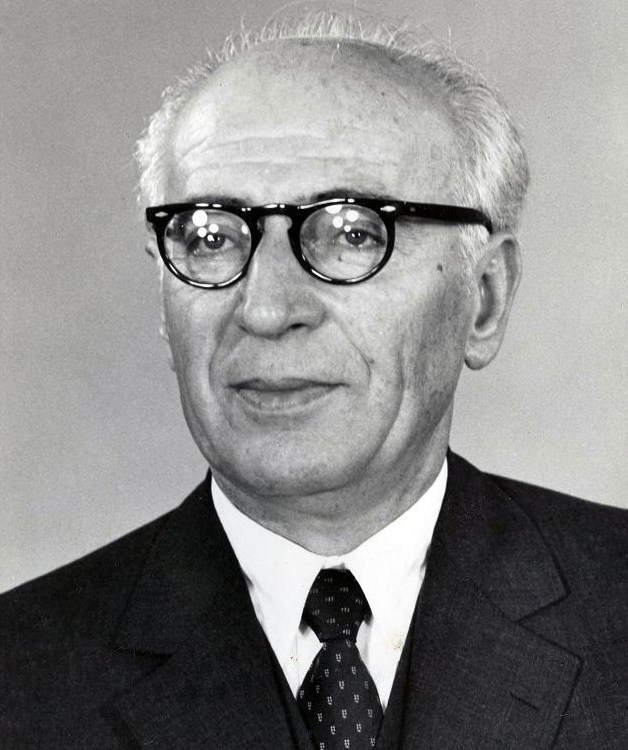
Spiro Koleka hét és fél éven át volt Albánia közmunkaügyi minisztere

Már az ország függetlenségének 1912. november 29-ei kikiáltását követően december 4-én megalakított Qemali-kormányban volt közmunkaügyi tárca. A minisztérium 1953. július 31-én szűnt meg, Enver Hoxha kilencedik kormánya másnap már közmunkaügyi miniszter nélkül alakult meg. Fennállásának négy évtizede alatt minden kormányban ült közmunkaügyi miniszter, egyedül Iliaz Vrioni 1920. november 15-e és 1921. július 1-je között működött kabinetjében nem talált a tárca gazdára. Ezen túlmenően több alkalommal más portfóliókkal összevonva irányították a közmunkaügyi tárcát: 1914-ben rövid ideig a posta- és távírdaüggyel, 1918 és 1920 között a mezőgazdasági és kereskedelmi, kisebb kihagyásokkal 1921 és 1925, majd 1925 és 1927 között a mezőgazdasági ügyekkel, 1925-től 1927-ig a belüggyel, 1943-ban rövid ideig a pénzüggyel, 1949–1950-ben pedig az ipari irányítással együtt (lásd a táblázatot a forrásokkal). 1925 és 1927 között az addig önálló oktatási minisztérium a közmunkaügyi minisztérium egyik alosztályaként működött. A tisztség elnevezése albánul ministër i punëve botore volt. Egyes időszakokban, noha a tisztség továbbra is miniszteri ranggal járt, az elnevezés ezt nem tükrözte, és a tárcát történelme során irányították küldötti (delegat, 1918–1920), igazgatói (drejtor, 1920), megbízotti (anëtar ngarkuar, 1939, 1943), államtitkári (sekretar shteti, 1939–1943) címmel rendelkező politikusok is.
Albánia infrastrukturális helyzete a 20. század elején rendkívül elmaradott volt, és az 1912 előtti függetlenségi követelések egyik pontja a közmunkák elindítása volt. Ennek ellenére a közmunkaügyi miniszteré az első években nem tartozott a fontosabb kormánypozíciók közé. Ezt jelzi, hogy rögtön a legelső kabinet, a Qemali-kormány közmunkaügyi minisztériuma gyakorlatilag nem működött, Prenk Bibë Doda pedig 1914-ben úgy volt a tárca vezetője több mint két hónapon át, hogy feladatának ellátásához hozzá sem kezdett. 1920-ban a csaknem 19 millió aranyfrankos költségvetés 6,2%-a, 1,16 millió aranyfrank jutott közberuházási forrásul a tárcának, ezzel az állami szervek sorában a negyedik legtöbb pénz felett rendelkezett. Ennek ellenére a minisztériumot még 1921–1922-ben is leginkább a tétlenség jellemezte.

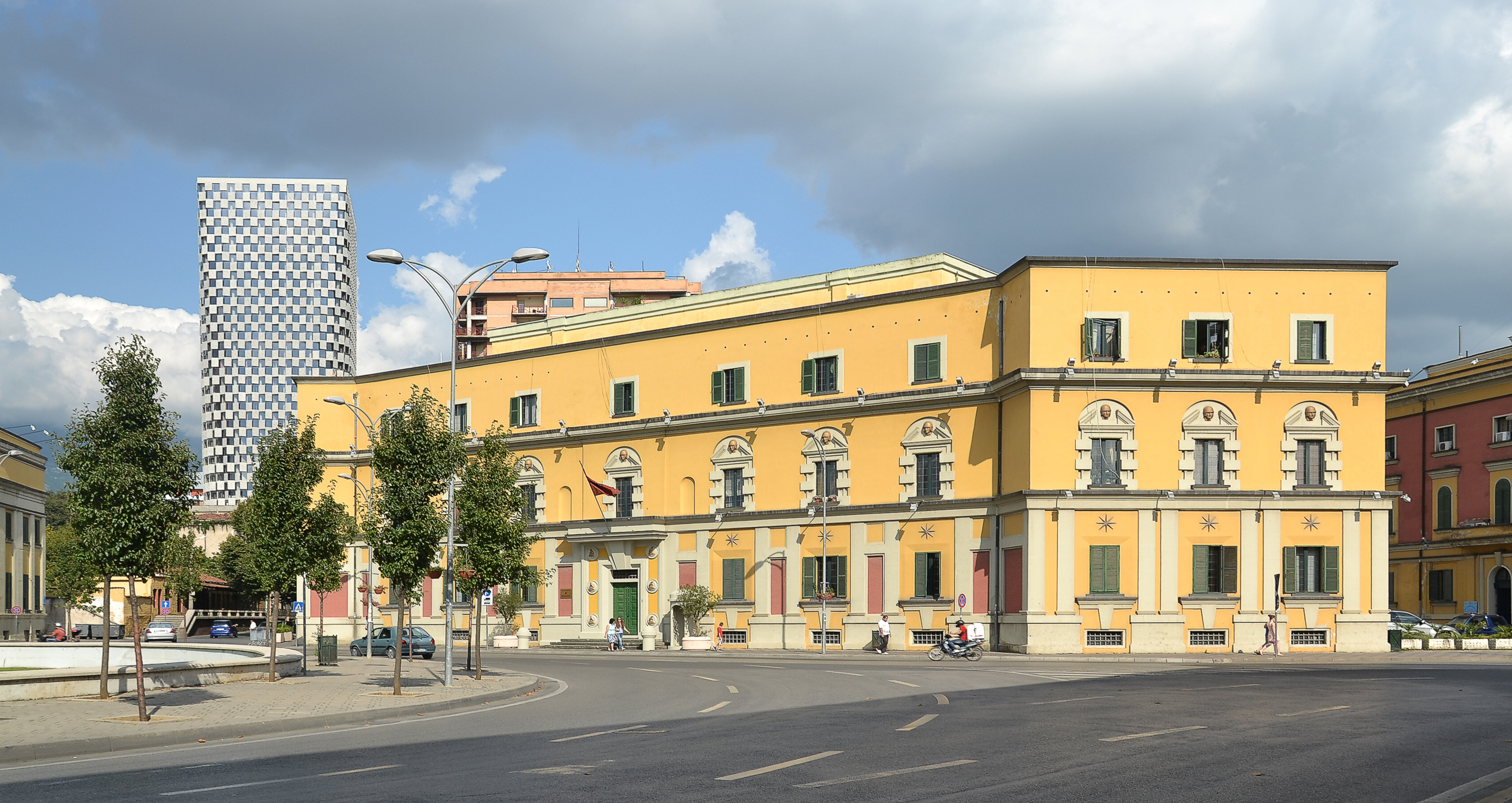
Az albán közmunkaügyi minisztérium 1931 és 1953 közötti székháza

Ideiglenes épületet is csak akkor kapott, amikor 1920-ban Tirana lett az ország új fővárosa, de az elkövetkező évtizedben folyamatosan költöztették egyik székházból a másikba. 1929–1931 között zajlott az a beruházás, amelynek során az olasz Florestano Di Fausto tervei szerint több miniszteriális épület is felépült a főváros központjában, a későbbi Szkander bég tér körül. A közmunkaügyi minisztérium 1931. szeptember 4-én nyerte el végleges elhelyezését ezek egyikében, a tér délkeleti sarkán álló épületben, amely napjainkban az infrastrukturális és energetikai minisztérium székháza.
Az infrastrukturális közberuházásokat irányító minisztérium ázsiója 1925 novemberében szökött fel, amikor az olasz állam által létrehozott Società per lo Sviluppo Economico dell’ Albania (SVEA) társaság állt az albániai közmunkák élére, és így külföldi tőkéből megindulhattak az út- és hídépítési munkák, kikötőfejlesztések, öntözőcsatornák létesítése, közhivatalok építése és egyéb közmunkák. A cég rögtön az 1926-os évben 2 millió angol fontsterlinget irányzott elő albániai beruházásaira. Bár Albániának infrastrukturális szempontból áldást jelentettek az olasz beruházások, a közmunkaügyi minisztérium fizetség nélkül állampolgárok tömegeit állította be az építkezéseken folyó időszakos munkákba, ami általános elégedetlenséget szült.  Az 1930-as évek elejére a minisztériumot gyakorlatilag olasz tanácsadók irányították. Az 1930–1932 közötti időszakban a tárca költségvetési részesedése csupán 3,5% körül alakult, a SVEA jóvoltából azonban ennél nagyobb összeg állt rendelkezésre. A beruházások ugyanakkor az 1930-as évek első felében a két ország közötti politikai feszültség következményeként megtorpantak, és csak az államközi viszony 1935-ös rendezését követően lendültek fel újra. A tárca fontosságát jelzi, hogy az ezt követő időszakban időnként ügyvivői vagy állandó miniszteri jelleggel maga a kormányfő irányította a minisztériumot: 1935-ben Pandeli Evangjeli, 1936–1939-ben Koço Kota, 1939–1941-ben pedig Shefqet Vërlaci. Albánia olasz megszállását követően, 1939 után ismét meglódultak az infrastrukturális beruházások, elsősorban az útépítési és a mocsárlecsapolási munkák az országban. 1941 végéig az Albánia-szerte zajló közmunkák 25 ezer munkás részvételével folytak. 1941 októberétől azonban a minisztérium szerepe a beruházások irányításában és finanszírozásában jóformán megszűnt, ezeket a jogosultságokat az olasz kormány által létrehozott, vegyes összetételű közmunkabizottság vette át. 1953-as megszűnése után a közmunkaügyi minisztérium portfólióját az ipari és építésügyi minisztérium vette át.

## Közmunkaügyi miniszterek
Történelme során harminckét politikus irányította a tárcát, valamennyien férfiak. Közülük összesítve Spiro Koleka (1944–1948, 1950–1953; 2734 nap), Koço Kota (1924, 1925, 1936–1939; 1239 nap), Izet Dibra (1930–1932; 990 nap), Shefqet Vërlaci (1939–1941; 967 nap) és Sandër Saraçi (1933–1935; 889 nap) voltak a leghosszabb ideig Albánia közmunkaügyi minisztériumának irányítói. Érdekesség, hogy Koleka apja, Spiro Jorgo Koleka is betöltötte a közmunkaügyi miniszteri tisztséget 1921 és 1923 között.
A független albán állam és az Albán Fejedelemség (1912–1925)
|     | Miniszter          | Kormányfő                                  | Hivatali idő                            | Megjegyzés                                           |
| --- | ------------------ | ------------------------------------------ | --------------------------------------- | ---------------------------------------------------- |
| 1.  | Midhat Frashëri    | Ismail Qemali (Qemali-kormány)             | 1912. december 4. – 1913. március 30.   | Közmunkaügyi miniszter.                              |
| 2.  | Pandeli Cale       | Ismail Qemali (Qemali-kormány)             | 1913. március 30. – 1914. január 22.    | Közmunkaügyi miniszter.                              |
| 3.  | Prenk Bibë Doda    | Turhan Përmeti (első Përmeti-kormány)      | 1914. március 14. – 1914. május 20.     | Közmunkaügyi miniszter.                              |
| 4.  | Midhat Frashëri    | Turhan Përmeti (második Përmeti-kormány)   | 1914. május 28. – 1914. szeptember 3.   | Közmunka-, posta- és távírdaügyi miniszter.          |
| 5.  | Aziz Vrioni        | Esat Toptani (Toptani-kormány)             | 1914. október 5. – 1916. január 27.     | Közmunkaügyi miniszter.                              |
| 6.  | Sami Vrioni        | Turhan Përmeti (harmadik Përmeti-kormány)  | 1918. december 25. – 1920. január 29.   | Közmunkaügyi, mezőgazdasági és kereskedelmi küldött. |
| 7.  | Eshref Frashëri    | Sylejman Delvina (Delvina-kormány)         | 1920. január 30. – 1920. november 14.   | Közmunkaügyi igazgató.                               |
| 8.  | Mehdi Frashëri     | Iliaz Vrioni (második Vrioni-kormány)      | 1921. július 11. – 1921. augusztus 10.  | Közmunkaügyi miniszter.                              |
| 8.  | Mehdi Frashëri     | Iliaz Vrioni (második Vrioni-kormány)      | 1921. augusztus 10. – 1921. október 16. | Közmunkaügyi és mezőgazdasági miniszter.             |
| 9.  | Zija Dibra         | Pandeli Evangjeli (első Evangjeli-kormány) | 1921. október 16. – 1921. december 6.   | Közmunkaügyi miniszter.                              |
| 10. | Koço Tasi          | Qazim Koculi (Koculi-kormány)              | 1921. december 6.                       | Közmunkaügyi miniszter.                              |
| 11. | Haki Tefiku        | Hasan Prishtina (Prishtina-kormány)        | 1921. december 7. – 1921. december 12.  | Közmunkaügyi miniszter.                              |
| 12. | Kostaq Paftali     | Idhomene Kosturi (Kosturi-kormány)         | 1921. december 12. – 1921. december 24. | Közmunkaügyi miniszter.                              |
| 13. | Spiro Jorgo Koleka | Xhafer Ypi (Ypi-kormány)                   | 1921. december 24. – 1922. december 2.  | Közmunkaügyi és mezőgazdasági miniszter.             |
| 13. | Spiro Jorgo Koleka | Amet Zogu (első Zogu-kormány)              | 1922. december 2. – 1923. május 30.     | Közmunkaügyi és mezőgazdasági miniszter.             |
| 14. | Sejfi Vllamasi     | Amet Zogu (első Zogu-kormány)              | 1923. május 30. – 1924. február 25.     | Közmunkaügyi és mezőgazdasági miniszter.             |
| 15. | Koço Kota          | Shefqet Vërlaci (első Vërlaci-kormány)     | 1924. március 3. – 1924. május 27.      | Közmunkaügyi és mezőgazdasági miniszter.             |
| 15. | Koço Kota          | Iliaz Vrioni (harmadik Vrioni-kormány)     | 1924. május 30. – 1924. június 10.      | Közmunkaügyi miniszter.                              |
| 16. | Qazim Koculi       | Fan Noli (Noli-kormány)                    | 1924. június 16. – 1924. december 24.   | Közmunkaügyi és mezőgazdasági miniszter.             |
| 17. | Koço Kota          | Amet Zogu (második Zogu-kormány)           | 1925. január 6. – 1925. január 31.      | Közmunkaügyi miniszter.                              |

Albán Köztársaság (1925–1928)
|     | Miniszter       | Kormányfő                                                  | Hivatali idő                             | Megjegyzés                               |
| --- | --------------- | ---------------------------------------------------------- | ---------------------------------------- | ---------------------------------------- |
| 17. | Koço Kota       | Pjetër Poga (első köztársasági kormány)                    | 1925. február 1. – 1925. szeptember 23.  | Közmunkaügyi és mezőgazdasági miniszter. |
| 18. | Musa Juka       | Milto Tutulani, Josif Kedhi (második köztársasági kormány) | 1925. szeptember 28. – 1927. február 10. | Belügy- és közmunkaügyi miniszter.       |
| 18. | Musa Juka       | Pjetër Poga (harmadik köztársasági kormány)                | 1927. február 12. – 1927. október 20.    | Közmunkaügyi és mezőgazdasági miniszter. |
| 19. | Ferit Vokopola  | Iliaz Vrioni (negyedik köztársasági kormány)               | 1927. október 24. – 1927. november 16.   | Ügyvezető közmunkaügyi miniszter.        |
| 20. | Hilë Mosi       | Iliaz Vrioni (negyedik köztársasági kormány)               | 1927. november 16. – 1928. május 10.     | Közmunkaügyi miniszter.                  |
| 21. | Salih Vuçitërni | Hiqmet Delvina (ötödik köztársasági kormány)               | 1928. május 11. – 1928. szeptember 1.    | Közmunkaügyi miniszter.                  |

Albán Királyság (1928–1939)
|     | Miniszter         | Kormányfő                                      | Hivatali idő                           | Megjegyzés                      |
| --- | ----------------- | ---------------------------------------------- | -------------------------------------- | ------------------------------- |
| 21. | Salih Vuçitërni   | Koço Kota (első Kota-kormány)                  | 1928. szeptember 5. – 1930. március 5. | Közmunkaügyi miniszter.         |
| 22. | Hilë Mosi         | Pandeli Evangjeli (második Evangjeli-kormány)  | 1930. március 6. – 1930. március 16.   | Ügyvivő közmunkaügyi miniszter. |
| 23. | Izet Dibra        | Pandeli Evangjeli (második Evangjeli-kormány)  | 1930. március 16. – 1931. április 11.  | Közmunkaügyi miniszter.         |
| 23. | Izet Dibra        | Pandeli Evangjeli (harmadik Evangjeli-kormány) | 1931. április 20. – 1932. december 7.  | Közmunkaügyi miniszter.         |
| 24. | Sandër Saraçi     | Pandeli Evangjeli (negyedik Evangjeli-kormány) | 1933. január 11. – 1935. június 18.    | Közmunkaügyi miniszter.         |
| 25. | Pandeli Evangjeli | Pandeli Evangjeli (negyedik Evangjeli-kormány) | 1935. június 18. – 1935. október 16.   | Ügyvivő közmunkaügyi miniszter. |
| 26. | Ndoc Naraçi       | Mehdi Frashëri (Frashëri-kormány)              | 1935. október 21. – 1936. november 7.  | Közmunkaügyi miniszter.         |
| 27. | Koço Kota         | Koço Kota (második Kota-kormány)               | 1936. november 9. – 1939. április 7.   | Ügyvivő közmunkaügyi miniszter. |

Albán Királyság olasz megszállás alatt (1939–1943)
|     | Miniszter       | Kormányfő                                       | Hivatali idő                           | Megjegyzés                        |
| --- | --------------- | ----------------------------------------------- | -------------------------------------- | --------------------------------- |
| 28. | Izedin Beshiri  | Xhafer Ypi (Ideiglenes Közigazgatási Bizottság) | 1939. április 8. – 1939. április 12.   | Közmunkaügyi megbízott.           |
| 29. | Shefqet Vërlaci | Shefqet Vërlaci (második Vërlaci-kormány)       | 1939. április 12. – 1941. december 3.  | Ügyvivő közmunkaügyi államtitkár. |
| 30. | Iljaz Agushi    | Mustafa Kruja (Kruja-kormány)                   | 1941. december 3. – 1943. január 4.    | Közmunkaügyi államtitkár.         |
| 30. | Iljaz Agushi    | Eqrem Libohova (első Libohova-kormány)          | 1943. január 18. – 1943. február 11.   | Közmunkaügyi államtitkár.         |
| 30. | Iljaz Agushi    | Maliq Bushati (Bushati-kormány)                 | 1943. február 12. – 1943. április 28.  | Közmunkaügyi államtitkár.         |
| 30. | Iljaz Agushi    | Eqrem Libohova (második Libohova-kormány)       | 1943. május 11. – 1943. szeptember 10. | Ügyvivő közmunkaügyi államtitkár. |

Albán Királyság német megszállás alatt (1943–1944)
|     | Miniszter     | Kormányfő                                   | Hivatali idő                             | Megjegyzés                          |
| --- | ------------- | ------------------------------------------- | ---------------------------------------- | ----------------------------------- |
| 31. | Eqrem Telhaj  | Ibrahim Biçakçiu (első Biçakçiu-kormány)    | 1943. szeptember 14. – 1943. november 4. | Közmunkaügyi és pénzügyi megbízott. |
| 32. | Musa Gjylbegu | Rexhep Mitrovica (Mitrovica-kormány)        | 1943. november 5. – 1944. június 16.     | Közmunkaügyi miniszter.             |
| 32. | Musa Gjylbegu | Fiqri Dine (Dine-kormány)                   | 1944. július 18. – 1944. augusztus 29.   | Közmunkaügyi miniszter.             |
| 33. | Lefter Kosova | Ibrahim Biçakçiu (második Biçakçiu-kormány) | 1944. szeptember 6. †                    | Közmunkaügyi miniszter.             |
| 34. | Rifat Begolli | Ibrahim Biçakçiu (második Biçakçiu-kormány) | 1944. szeptember 6. – 1944. október 25.  | Közmunkaügyi miniszter.             |

Albán Népköztársaság (1944–1953)
|     | Miniszter    | Kormányfő                             | Hivatali idő                           | Megjegyzés                       |
| --- | ------------ | ------------------------------------- | -------------------------------------- | -------------------------------- |
| 35. | Spiro Koleka | Enver Hoxha (első Hoxha-kormány)      | 1944. október 23. – 1946. március 21.  | Közmunkaügyi miniszter.          |
| 35. | Spiro Koleka | Enver Hoxha (második Hoxha-kormány)   | 1946. március 22. – 1948. október 1.   | Közmunkaügyi miniszter.          |
| 35. | Spiro Koleka | Enver Hoxha (harmadik Hoxha-kormány)  | 1948. október 2. – 1948. november 22.  | Közmunkaügyi miniszter.          |
| 36. | Abedin Shehu | Enver Hoxha (negyedik Hoxha-kormány)  | 1948. november 23. – 1949. október 29. | Közmunkaügyi miniszter.          |
| 36. | Abedin Shehu | Enver Hoxha (negyedik Hoxha-kormány)  | 1949. október 29. – 1949. november 16. | Közmunkaügyi és ipari miniszter. |
| 36. | Abedin Shehu | Enver Hoxha (ötödik Hoxha-kormány)    | 1949. november 17. – 1950. március 8.  | Közmunkaügyi és ipari miniszter. |
| 37. | Spiro Koleka | Enver Hoxha (ötödik Hoxha-kormány)    | 1950. március 8. – 1950. július 4.     | Ügyvivő közmunkaügyi miniszter.  |
| 37. | Spiro Koleka | Enver Hoxha (hatodik Hoxha-kormány)   | 1950. július 5. – 1951. szeptember 5.  | Közmunkaügyi miniszter.          |
| 37. | Spiro Koleka | Enver Hoxha (hetedik Hoxha-kormány)   | 1951. szeptember 6. – 1952. április 9. | Közmunkaügyi miniszter.          |
| 37. | Spiro Koleka | Enver Hoxha (nyolcadik Hoxha-kormány) | 1952. április 10. – 1953. július 31.   | Közmunkaügyi miniszter.          |